# Čo In-čchol
Čo In-čchol (korejsky 조 인철), (anglicky Cho In-chul), (* 4. března 1976) je bývalý korejský zápasník – judista, olympijský medailista z roku 1996 a 2000.

## Sportovní kariéra
Judu se vrcholově věnoval jako student univerzity v Jonginu. V roce 1996 vybojoval bronzovou olympijskou medaili na olympijských hrách v Atlantě, když v semifinále nestačil minimálním rozdílem na šido na Japonce Tošihika Kogu. V roce 2000 mu v cestě za zlatou olympijskou medaili stál opět japonský soupeř, Makoto Takimoto. Sportovní kariéru ukončil po zisku druhého titulu mistra světa v roce 2001.
Od roku 2014 působí jako hlavní trenér jihokorejské reprezentace.

### Vítězství
- 1997 - 1x světový pohár (Paříž)

## Výsledky
| Olympijské hry    |    | 3. |    |    |    | 2. |    |  |  |  |  |  |  |  |  |  |  |  |  |  |  |
| Mistrovství světa | —  |    | 1. |    | 3. |    | 1. |  |  |  |  |  |  |  |  |  |  |  |  |  |  |
| Asijské hry       |    |    |    | 1. |    |    |    |  |  |  |  |  |  |  |  |  |  |  |  |  |  |
| Mistrovství Asie  | 2. | 2. | —  |    | —  | —  | —  |  |  |  |  |  |  |  |  |  |  |  |  |  |  |
| MS juniorů        | 2. |    |    |    |    |    |    |  |  |  |  |  |  |  |  |  |  |  |  |  |  |